# 鳥類学
鳥類学（ちょうるいがく、英語: ornithology）とは、鳥類に関する科学的な研究を目的とする動物学の一部門である。英語のornithologyの語源は、ギリシャ語のornis = 鳥とlogos = 学問の合成語である。

## 鳥類学の研究分野
- Field Ornithology 野外鳥類学
  - Ecological studies 生態学的研究
    - Studies of individuals 個別研究
    - Studies of populations 個体群研究
    - Studies of communities 群生研究

  - Behavioral studies 行動研究
- Laboratory Ornithology  実験鳥類学
  - Physiological studies 生理学的研究
  - Genetic studies 遺伝子研究